# Mik Snijder

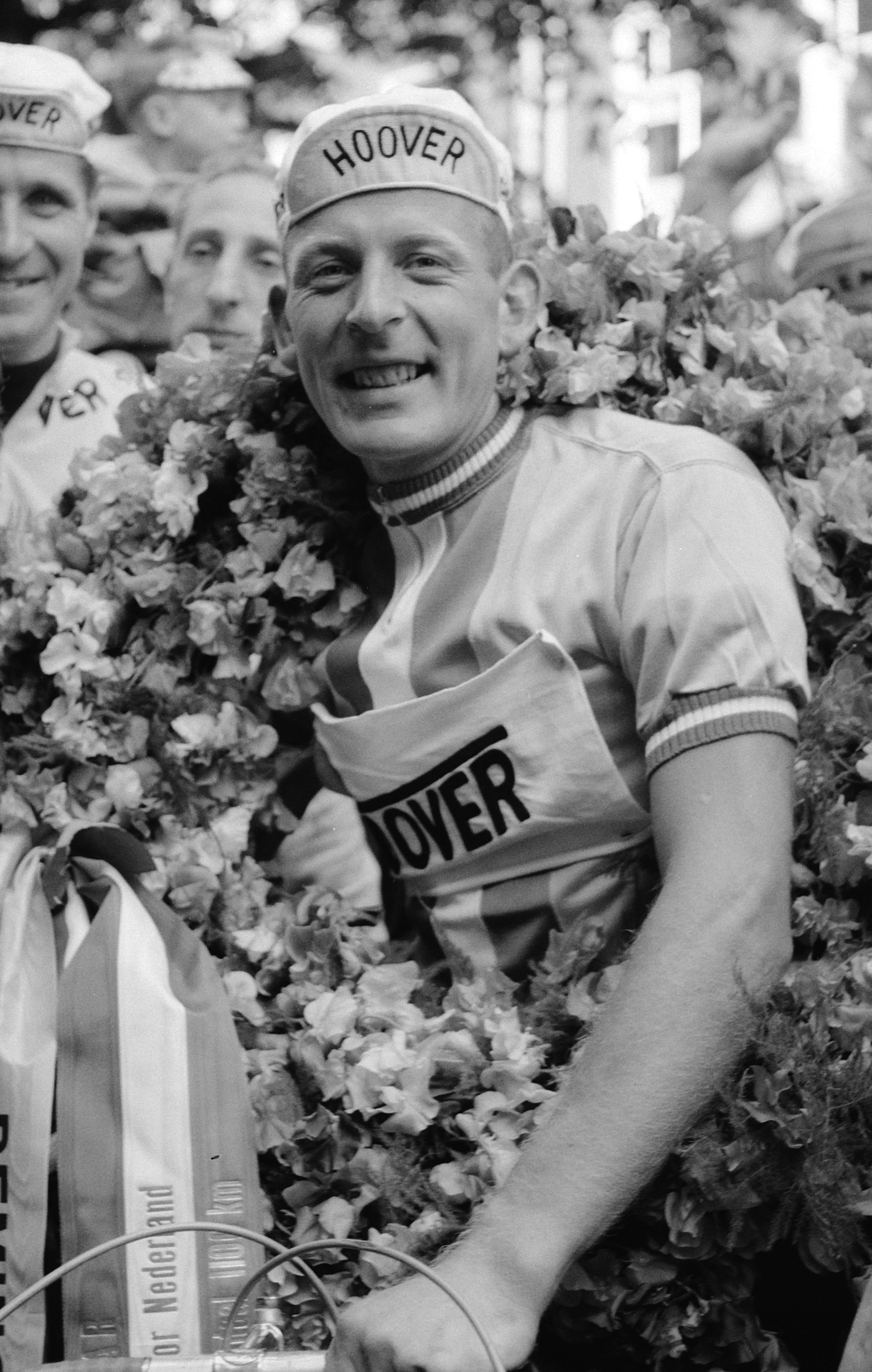
Mik Snijder (1961)

Mik Snijder (* 6. Februar 1931 in Vries, Provinz Drenthe) ist ein ehemaliger niederländischer Radrennfahrer.

## Sportliche Laufbahn
Als Amateur siegte er 1954 in der Ronde van Overijssel. Im Rennen der UCI-Straßen-Weltmeisterschaften 1959 wurde er beim Sieg von Gustav-Adolf Schur Fünfter. 1960 gewann er eine Etappe der Tunesien-Rundfahrt.
In der Olympia’s Tour 1961 entschied er einen Tagesabschnitt für sich und wurde auf dem 7. Platz der Gesamtwertung geführt.
1961 wurde er Berufsfahrer im Radsportteam Radium, konnte aber als Profi keine Erfolge verbuchen. 1961 schied er in der Vuelta a España aus.